# Liste der höchsten Gebäude in Chongqing

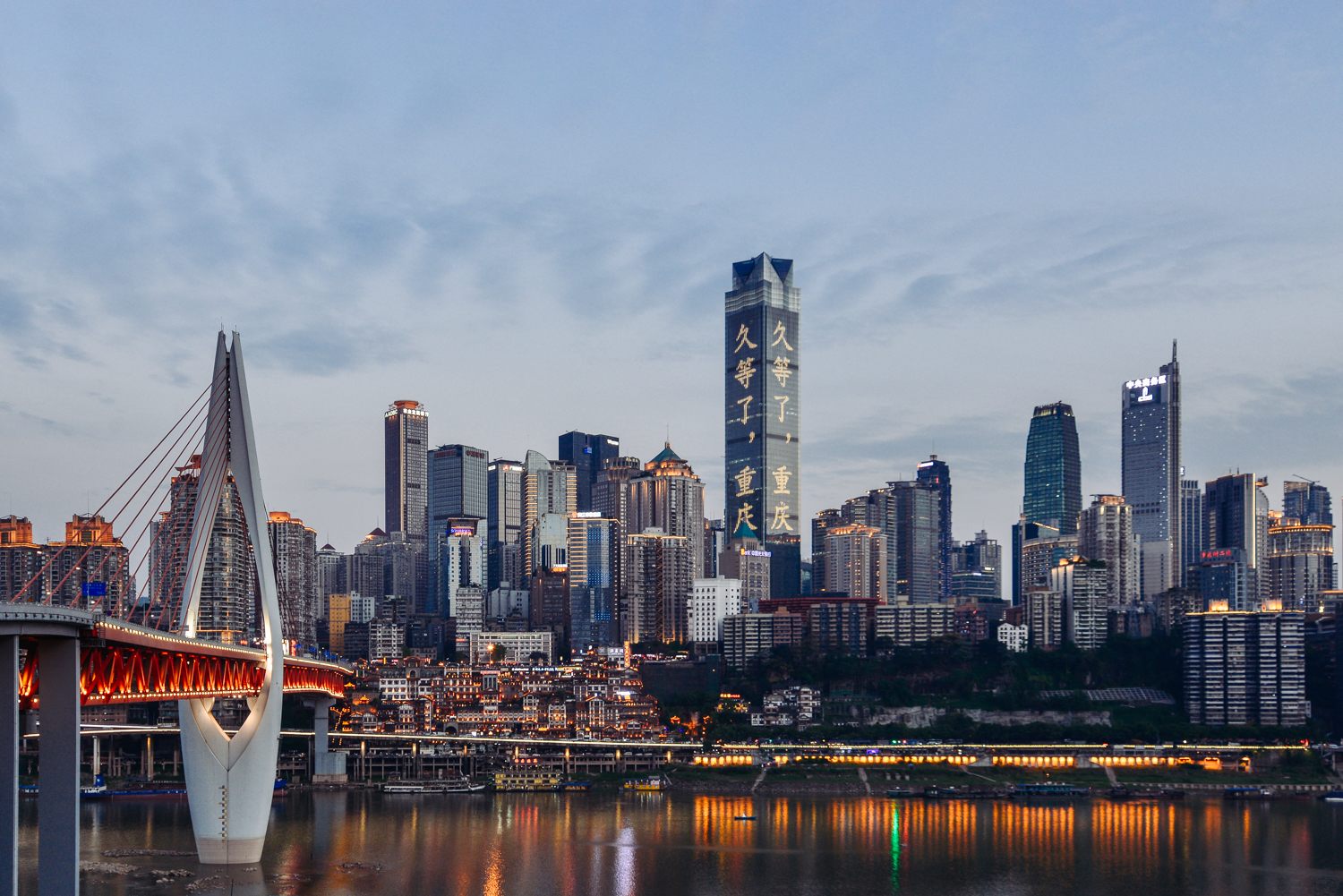
Skyline von Chongqing

Die Liste der höchsten Gebäude in Chongqing listet alle Gebäude der chinesischen Stadt Chongqing mit einer Höhe von mindestens 250 Metern auf. Angegeben werden auch Gebäude, die sich derzeit im Bau befinden.

## Beschreibung
Die Stadt Chongqing liegt im Westen der Volksrepublik China und ist mit einer Einwohnerzahl von 28 Millionen Menschen die größte Stadt der Welt nach Bevölkerung in der administrativen Stadtfläche. Im eigentlichen Siedlungskern leben allerdings deutlich weniger Einwohner und ein großer Teil der Bevölkerung lebt in dem, den Stadtkern umgebenden ländlichen Umland. Wie vergleichbare chinesische Städte erlebt Chongqing seit Anfang der 1990er Jahre einen Bauboom. Seitdem wurden in der Stadt 118 Wolkenkratzer (Gebäude über 150 Meter Höhe) errichtet. Weitere 22 sind in Bau. Derzeit höchstes Gebäude ist das 2015 errichtete Chongqing World Financial Center mit einer Höhe ca. 339 Meter.

## Liste
| Nr. | Name                                                   | Höhe    | Etagen | Baujahr | Status    |
| --- | ------------------------------------------------------ | ------- | ------ | ------- | --------- |
|     | Chongqing Corporate Avenue 1                           | 468 m   | 99     | 2022    | in Bau    |
|     | Chongqing Tall Tower                                   | 431 m   | 101    | 2022    | in Bau    |
| 1   | Raffles City Chongqing T3N                             | 354,5 m | 79     | 2019    | bestehend |
| 1   | Raffles City Chongqing T4N                             | 354,5 m | 79     | 2019    | bestehend |
| 3   | Chongqing World Financial Center                       | 338,9 m | 72     | 2015    | bestehend |
| 4   | Chongqing IFS T1                                       | 316,3 m | 63     | 2016    | bestehend |
|     | International Commerce Financial Centre                | 301,2 m | 65     | 2019    | in Bau    |
| 5   | Concord International Centre                           | 290 m   | 64     | 2017    | bestehend |
| 6   | Yingli International Finance Centre                    | 288 m   | 58     | 2012    | bestehend |
| 7   | United International Mansion                           | 287 m   | 67     | 2013    | bestehend |
| 8   | HNA&POLY International Centre                          | 286,8 m | 61     | 2013    | bestehend |
| 9   | Chongqing World Trade Center                           | 283,1 m | 60     | 2005    | bestehend |
| 10  | Raffles City Chongqing T2                              | 265 m   | 56     | 2019    | bestehend |
| 10  | Raffles City Chongqing T5                              | 265 m   | 56     | 2019    | bestehend |
| 10  | Raffles City Chongqing T4S                             | 265 m   | 50     | 2019    | bestehend |
| 10  | Raffles City Chongqing T3S                             | 265 m   | 46     | 2019    | bestehend |
| 14  | Oriental Plaza T1                                      | 262 m   | 56     | 2016    | bestehend |
| 15  | Lanko Grand Hyatt Hotel                                | 258 m   | 60     | 2005    | bestehend |
| 15  | Lanko Conference & Exhibition International Plaza Yage | 258 m   | 54     | 2010    | bestehend |
|     | Zodi Plaza T1                                          | 258 m   |        |         | in Bau    |
|     | Zodi Plaza T2                                          | 258 m   |        |         | in Bau    |
| 17  | Chongqing Corporate Avenue 2                           | 255,8 m | 47     | 2014    | bestehend |